# Hérodiade
Hérodiade is een opera in vier bedrijven van Jules Massenet, op een libretto van Paul Milliet en Henri Grémont en gebaseerd op het verhaal Hérodias van Gustave Flaubert. Het werk werd voor het eerst opgevoerd in de Koninklijke Muntschouwburg van Brussel op 19 december 1881; in die eerste versie bestond de opera uit drie bedrijven. Joseph Dupont was de dirigent. Massenet maakte later een herziene versie van de opera in vier bedrijven; deze werd voor het eerst uitgevoerd op 1 februari 1884 in het Théâtre des Nations in Parijs, in het Italiaans onder de titel Erodiade. De Franse versie werd pas op 2 oktober 1903 in Parijs opgevoerd.
De opera speelt zich af in het Jeruzalem van het begin van de eerste eeuw, en vertelt het verhaal van de gevangenschap en de dood van Johannes de Doper; dezelfde gebeurtenissen waarop Oscar Wilde zijn toneelstuk Salomé baseerde.